# Teucholabis hera
Teucholabis hera är en tvåvingeart som beskrevs av Alexander 1949. Teucholabis hera ingår i släktet Teucholabis och familjen småharkrankar.
Artens utbredningsområde är Peru. Inga underarter finns listade i Catalogue of Life.